# Смерть прийшла за архієпископом
«Смерть прийшла за архієпископом» (англ. Death Comes for the Archbishop) — роман американської письменниці Вілли Катер 1927 року. Йдеться про спроби католицького єпископа та священика заснувати єпархію на території Нью-Мексико.

## Короткий зміст сюжету
В основі оповіді — дві історичні постаті кінця ХІХ століття, Жан-Батист Ламі та Жозеф Прожектер Машебо, і це не якийсь один сюжет, а стилізоване переповідання їхнього життя як римо-католицьких священнослужителів у Нью-Мексико. У розповіді часто трапляються відступи: через історії, пов'язані з парою (включно з історією Богоматері Гваделупської та страти репресивного іспанського священика в Акома Пуебло), або через їхні спогади. Розповідь ведеться в стилі всезнання від третьої особи. Катер містить багато вигаданих розповідей про реальних історичних діячів, зокрема Кіта Карсона, Мануеля Антоніо Чавеса та Папу Римського Григорія XVI.
У пролозі єпископ Ферран, ірландський єпископ, який працює в Новому Світі, просить трьох кардиналів у Римі обрати його кандидата на новостворену єпархію Нью-Мексико (яка нещодавно перейшла до рук американців). Єпископу Феррану вдається домогтися того, що кардинали рекомендують його кандидатуру, авергната Жан-Марі Латура, а не єпископа Дуранго (до якого раніше належала територія Нью-Мексико). Один з кардиналів, іспанець Альєнде, натякає на картину Ель Греко, яку місіонер до Нового Світу забрав у його родини і загубив, і просить нового єпископа розшукати її.
Потім дія переходить до головного персонажа, єпископа Жана Марі Латура, який подорожує зі своїм другом і вікарієм Джозефом Вайлантом із Сандаскі, штат Огайо, до Нью-Мексико. На момент від'їзду Латура до Нью-Мексико Цинциннаті — це кінець залізничної лінії на захід, тож Латур мусить добиратися річкою до Мексиканської затоки, а звідти суходолом до Нью-Мексико — подорож, яка займає цілий рік (і включає втрату більшої частини припасів під час корабельної аварії в Галвестоні). Імена, дані головним героям, відображають їхні характери. Відважний Вайян безстрашний у своєму проповідуванні віри, в той час як Латур, вежа, більш інтелектуальний і стриманий, ніж його товариш. Вайян, описаний як потворний, але цілеспрямований, отримує прізвисько «Бланшет» («Білий»), а також «Тромп-ла-морт» («Обманщик смерті») за свій колір обличчя та численні випадки поганого здоров'я, відповідно. Хоча оповідь говорить про Вайанта позитивно, вона також натякає на його прагнення до збагачення (він «змушує» землевласника віддати йому і Латуру двох призових мулів, Анжеліку і Контенто, докоряє вдові доні Ізабеллі Оліварес за відмову відстоювати свої права за заповітом чоловіка і тим самим позбавляє церкву її заповіданої частки, а також відверто «жебракує» заради грошей), а наприкінці роману його сумнівна фінансова поведінка стає приводом для розслідування, яке розпочинають у Римі. Латур, знову ж таки представлений позитивно, все ж таки діє з огляду на політику: він успішно збирає пожертви на будівництво романського собору в Санта-Фе відповідно до власних бажань (він обирає камінь і привозить архітектора Мольні з Франції для завершення будівництва), а також вичікує час, щоб усунути незгодних священиків і допомогти бідній мексиканській рабині на ім'я Сада, доки не стане політично сильним (його допомога Саді ніколи не описується в романі). Роман закінчується смертю архієпископа Латура (на пенсії) у Санта-Фе: Вайян представив Латура як першого єпископа Колорадо після золотої лихоманки (насправді Машебеф був першим римо-католицьким єпископом Денвера).
На початку роману Латура і Вайанта від вбивства лиходія Бака Скейлза (у якого вони знайшли притулок на ніч) врятувала дружина Скейлза Магдалена, яка зазнала насильства. Всі троє тікають, і Скейлза вішають за вбивство чотирьох його колишніх гостей, а Магдалена зрештою служить монахиням, яких Латур привозить з Європи і які керують школою в Санта-Фе. Хоча деякі представники духовенства, що вже оселилися в Нью-Мексико, зображені позитивно (наприклад, падре з Іслета Пуебло, сліпий священик отець Хесус де Бака, який колекціонує папуг), деякі з укорінених священиків зображені як приклади жадібності, скупості та ненажерливості. Священика з Альбукерке, отця Гальєгоса, усувають за недостатню побожність (він танцює, насолоджується вишуканою їжею і полюванням), а на його місце призначають Вайянта. Отець Мартінес з Таоса був усунутий за те, що заперечував необхідність священичої безшлюбності (і мав дітей, хоча його також описують як такого, що розпочав повстання, а потім наживався на стратах повстанців, щоб заволодіти їхнім майном), а його друг отець Лусеро з Арройо Хондо (описаний як скнара) також був усунутий, коли приєднався до нової церкви отця Мартінеса (Мартінес помер відступником, а Лусеро отримав відпущення гріхів від Вайянта, розкаявшись перед самою смертю).
Катер із симпатією зображує аборигенів пуебло, хопі та навахо, включаючи обговорення Довгого шляху навахо (згадується як спогад про вмираючий Латур його друга навахо Еусабіо та лідера навахо Мануеліто). Латур розмірковує про те, що вигнання навахо було гріхом, який можна порівняти з «чорним рабством», а оповідач описує дії Кіта Карсона з навахо як «помилкові» і «жорстоку роботу солдата».

## Історична довідка

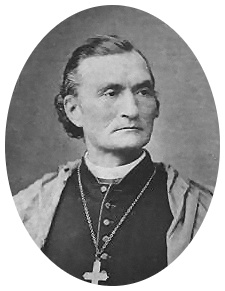
Архієпископ Ламі

Роман заснований на житті Жана-Батіста Ламі (1814—1888) і частково є хронікою будівництва кафедральної базиліки Святого Франциска Ассизького. Каталізатором сюжету є захоплення Південного Заходу Сполученими Штатами Америки під час мексикансько-американської війни.
«Падре з Іслети», Антон Дочер ототожнюється з персонажем Падре де Бака.
Серед юридичних осіб, згаданих у романі, є Лос-Пенітентес, мирянське братство флагелантів у Південному Колорадо та Нью-Мексико, яке діє й сьогодні.

## Історія видання
Термін дії авторських прав на роман у США закінчився 1 січня 2023 року, коли всі твори, опубліковані в 1927 році, стали суспільним надбанням.

## Значення і критика
Роман був перевиданий у серії Modern Library у 1931 році. Журнал Life включив його до списку 100 видатних книг 1924—1944 років. Він також увійшов до списку 100 найкращих англомовних романів з 1923 по 2005 рік за версією Time і до списку 100 найкращих англомовних романів ХХ століття журналу Modern Library, а західні письменники Америки вибрали його 7-м найкращим «вестерн-романом» ХХ століття.
Джеймс Пол Олд з Університету Вальпараїсо використовує «Смерть прийшла за архієпископом» як літературний приклад уявлення про те, що релігійна віра здатна розвивати та підтримувати міцні соціальні зв'язки в демократичних політичних системах, що зароджуються. Він стверджує, що хоча ранні романи Катер, такі як «Моя Антонія», зазвичай представляють релігійних персонажів як замкнутих, її особиста релігійна перебудова в той час дозволила їй змінити свою точку зору та розвинути більш позитивних релігійних персонажів, у цьому випадку католиків. І хоча деякі її сучасні критики вважали, що вона не відповідає досвіду простих людей, пізніші критики, такі як Олд, хвалили її за «пошук основи порядку та культурної стабільності поза межами сучасної світської культури».
Крім того, дослідники відзначають, що персонаж Латур не вкладається в рамки бінарної системи «чоловік-жінка», а натомість, як стверджує Дженніфер А. Сміт, «коливається між нормами фемінності та маскулінності». Розвиваючи теорію про те, що Катер ставила під сумнів власну стать у 1920-х роках, Патрік В. Шов припускає, що «фундаментальні двозначності» та «складні кластери образів» у романі підтримують прочитання сексуальної нерегулярності та неоднозначності.